# Santa Park

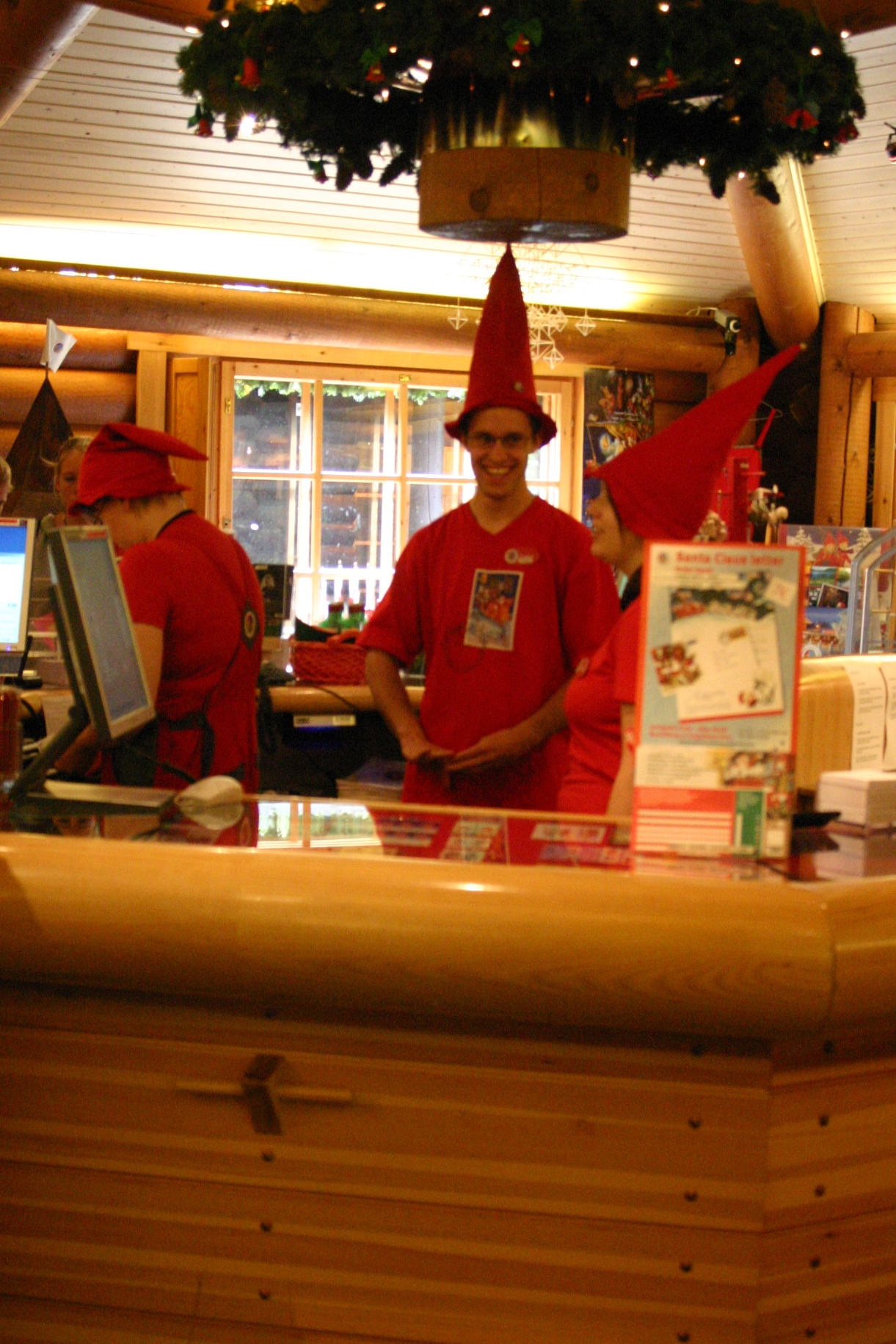

Santa Park este un parc de distracție în Satul lui Moș Crăciun din apropiere de Rovaniemi, regiunea Laponia (Finlanda), care include o serie de atracții:
- o galerie de magazine
- expoziție de sculpturi din gheață
- atelierul secret al elfilor lui Moș Crăciun
- atelierul secret al lui Moș Crăciun
- școala elfilor
- turtă dulce
- restaurante
- locuri de joacă pentru copii
- spectacole cu elfi
- oficiul poștal al lui Moș Crăciun
- încăperea în care este păstrată sania lui Moș Crăciun

## Legături externe
- Site-ul oficial

Format:Laponia